# دیوید ولپرت
دیوید هیلتون ولپرت ریاضیدان، فیزیکدان و دانشمند رایانه آمریکایی و استاد مؤسسه سنتا فه است. او تا کنون سه کتاب تألیف و سه اختراع ثبت کرده، بالغ بر صد مقاله داوری شده منتشر و جوایز متعددی نیز دریافت کرده‌است. نام او به ویژه با گروهی از قضایای علوم کامپیوتر پیوند خورده که به " نهار رایگان " معروف هستند.

## حرفه
دیوید ولپرت لیسانس فیزیک را از دانشگاه پرینستون (۱۹۸۴) و مدرک کارشناسی ارشد (۱۹۸۷) و دکتری (۱۹۸۹) خود را از دانشگاه کالیفرنیا، سانتا باربارا، دریافت کرد.
بین سالهای ۱۹۸۹ و ۱۹۹۷ وی به کار تحقیقاتی در آزمایشگاه ملی لس آلاموس، آزمایشگاه ملی لس آلاموس، آی‌بی‌ام، TXN Inc. و مؤسسه سانتافه مشغول بود.
از سال ۱۹۹۷ تا ۲۰۱۱ به عنوان دانشمند ارشد رایانه در مرکز تحقیقات آمس ناسا مشغول به کار شد و همزمان به عنوان محقق مهمان در انستیتوی ماکس پلانک فعالیت کرد. او سال ۲۰۱۰–۱۱ را به عنوان پژوهشگر اولام (Ulam Scholar) در مرکز مطالعات غیر خطی در لوس‌آلاموس کار کرد.
وی در سال ۲۰۱۱ به هیئت علمی مؤسسه سانتافه پیوست و در سپتامبر ۲۰۱۳ در آنجا استاد شد. علائق پژوهشی وی شامل آمار، نظریه بازی‌ها، یادگیری ماشین، نظریه اطلاعات، روش‌های بهینه‌سازی و سامانه‌های پیچیده است.

## از ناهار مجانی خبری نیست
یکی از مهمترین دستاوردهای بحث شده ولپرت با نام «در جستجو و بهینه‌سازی از ناهار مجانی خبری نیست» شناخته می‌شود. طبق این قضیه، تمام الگوریتم‌های جستجو و بهینه‌سازی در حل مسائلی که برای حل آنها طراحی شده‌اند، به‌طور متوسط در کل به یک اندازه خوب عمل می‌کنند. این قضیه فقط در شرایط خاصی برقرار می‌شود که معمولاً دقیقاً در زندگی واقعی با آنها برخورد نمی‌شود، گرچه ادعا شده‌است که می‌توان به‌طور تقریبی شرایط را برآورده کرد. این قضیه به حوزه علوم کامپیوتر تعلق دارد، اما نسخه ضعیف‌تر آن، به نام " قضیه ناهار رایگان " توسط ویلیام دمبسکی به منظور پشتیبانی از طراحی هوشمند استنباط شده‌است. استفاده از قضیه توسط خود ولپرت و دیگران رد شده‌است

## محدودیت در دانش
ولپرت استدلالی رسمی را مطرح کرده‌است که نشان می‌دهد که در هر عمل، غیرممکن است که یک موجود هوشمند همه چیز را دربارهٔ جهانی که بخشی از آن را تشکیل می‌دهد، بداند و به عبارت دیگر جبر لاپلاس رد کرده‌است. این به عنوان بسطی از قضایای محدودکننده قرن بیستم، مانند اصل عدم قطعیت و قضایای ناتمامیت گودل، در نظر گرفته می‌شود. در سال ۲۰۱۸، ولپرت اثباتی را منتشر کرد که محدودیت‌های اساسی دانش علمی را نشان می‌دهد.

## یادگیری ماشین
ولپرت به پژوهش‌های اولیه یادگیری ماشین کمکهای بسیاری کرد. اینها شامل اولین برآوردگر بیزی از آنتروپی یک توزیع بر اساس نمونه‌های توزیع، رد ادعاهای رسمی مبنی بر اینکه «روش اثبات» معادل بیز سلسله مراتبی اس، یک جایگزین بیزی برای آزمون خی دوی، اثبات اینکه هیچ توزیع پیشین وجود ندارد که بر اساس آن، روش بوت استرپ بهینه بیزی باشد، و بسط بیزی از تجزیه بایاس به علاوه واریانس است. یکی از برجسته‌ترین دستاوردهای وی "عمومی سازی انباشته " است که نسخه پیچیده تری از اعتبار سنجی متقابل می‌باشد که از پارتیشن‌های پیدا و پنهان یک مجموعه داده برای ترکیب الگوریتم‌های یادگیری استفاده می‌کند به جای اینکه فقط یکی از آنها را انتخاب کند. این اثر بیشتر توسط بریمان، اسمیت، کلارک و دیگران بیشتر توسعه داده شد، و به ویژه دو برنده برتر مسابقه نتفلیکس در سال ۲۰۰۹، به‌طور گسترده‌ای از عمومی‌سازی انباشته استفاده کردند.

## عضویت‌های دانشگاهی
- همکار مؤسسه مهندسان برق و الکترونیک
- عضو FQXi
- دانشیار پژوهشگاه انفورماتیک، دانشگاه آمریکن
- ویراستار دانشیار (از ژانویه ۲۰۱۷)
  - پیشرفت در سیستم‌های پیچیده
  - تراکنش‌های IEEE در محاسبات تکاملی
  - تراکنش‌های ACM در سیستم‌های خودمختار و سازگار
- عضو هیئت تحریریه (از ژانویه ۲۰۱۷)
  - مجله تحقیقات هوش مصنوعی
  - تئوری در علوم زیست
  - مجله تعامل و هماهنگی اقتصادی
  - بررسی اقتصاد رفتاری
  - آنتروپی
  - همگرایی سرطان
- عضویت در چندین پنل بنیاد ملی علوم

## جوایز
- جایزه Kusaka بخش فیزیک دانشگاه پرینستون
- جایزه بهترین مقاله برای معاملات IEEE در محاسبات تکاملی، جلد ۰٫۱ و ۲
- جایزه برتر برجسته برای ناسا کد آی سی برای ۱۹۹۹

## انتشارات (فقط کتاب)
- دی.اچ. ولپرت (ویرایش)، ریاضیات تعمیم، آدیسون وسلی، ۱۹۹۴. شابک ‎۰۲۰۱۴۰۹۸۵۲
- دی.اچ. ولپرت یک قضیه ناکامل برای محاسبه آینده، برنامه اقتصاد SFI، مؤسسه سانتافه، ۱۹۹۶.
- دی.اچ. ولپرت و کی. تامر (Tumer, K) (ویرایش)، مجموعه‌ها و طراحی سیستم‌های پیچیده، اسپرینگر، ۲۰۰۴. شابک ‎۰۳۸۷۴۰۱۶۵۲ شابک 0387401652
- پسر، تلویزیون، Karny M. ، Wolpert DH (eds.)، تصمیم‌گیری با تصمیم گیرندگان ناقص، اسپرینگر، ۲۰۱۲. شابک ‎۳۶۴۲۲۴۶۴۷۸ شابک 3642246478
- دی.اچ. ولپرت نظریه هوش جمعی، سرور گزارش‌های فنی ناسا، ۲۰۰۳. شابک ‎۱۲۸۹۲۸۳۴۲۷ شابک 1289283427